# Neuenkirchen (Diepholz)
Neuenkirchen is een gemeente in de Duitse deelstaat Nedersaksen. De gemeente maakt deel uit van de Samtgemeinde Schwaförden in het Landkreis Diepholz. Neuenkirchen telt 1.181 inwoners.
Tot de gemeente behoort naast het dorp Neuenkirchen ook het dorpje Cantrup. Het zijn economisch weinig belangrijke boeren- en forensenwoondorpjes.
De Bundesstraße 61, die van Bassum naar Sulingen leidt, loopt door de gemeente.
Neuenkirchen was in de 12e en 13e eeuw zetel van het adellijke geslacht Von Grimmenberg. Het blauw-witte familiewapen van dit in de late 13e eeuw in de mannelijke lijn  uitgestorven geslacht siert het dorpswapen van Neuenkirchen.
Het dorp Neuenkirchen bezit een laat-12e-eeuwse, romaanse kerk, gewijd aan Sint-Catharina. De kerk is in gebruik bij de evangelisch-lutherse gemeente van het dorp. Het gebouw is van binnen zeer bezienswaardig vanwege de oude fresco's en andere beschilderingen, die uit de 13e-16e eeuw dateren. 

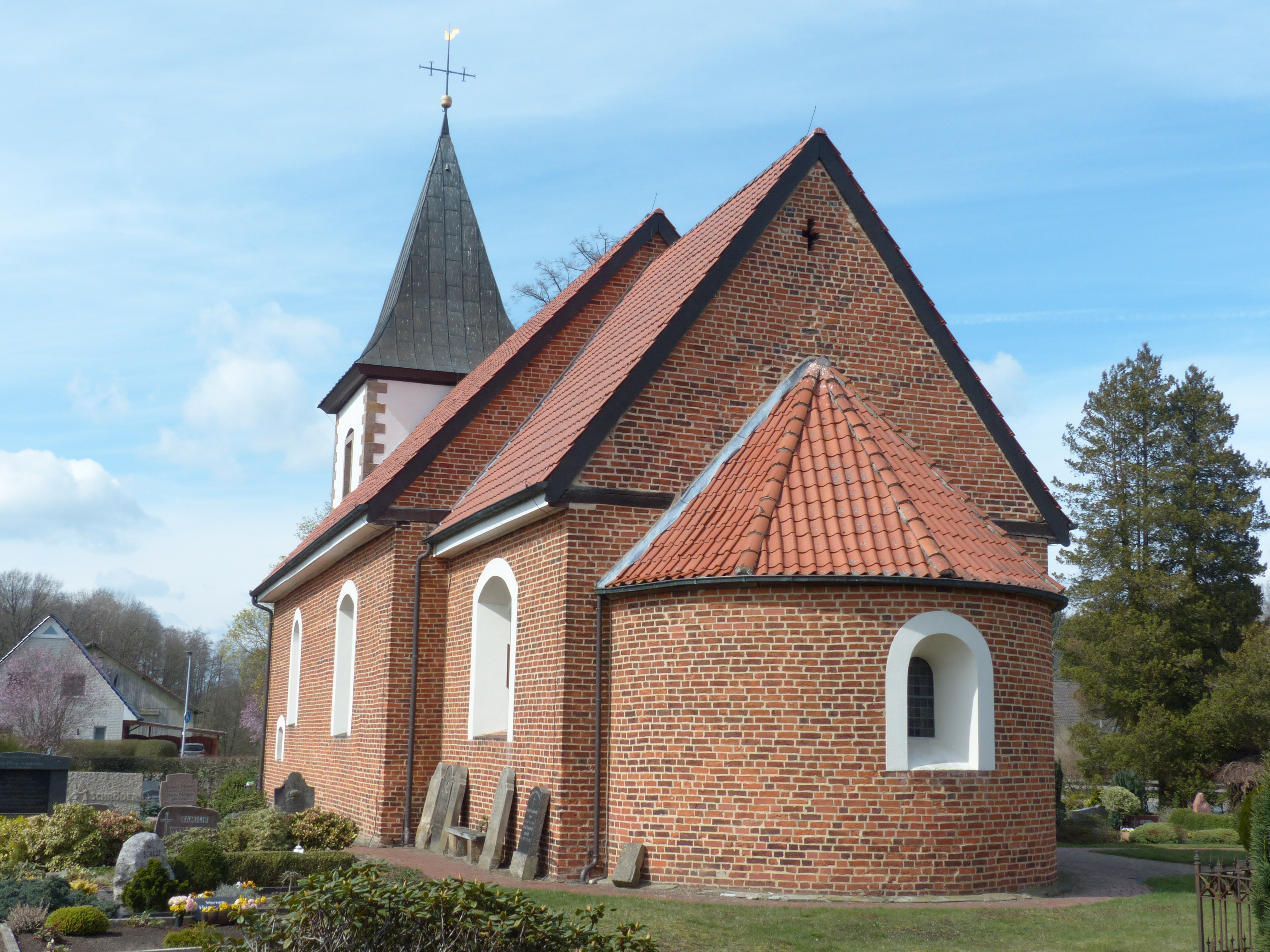
Catharinakerk, Neuenkirchen
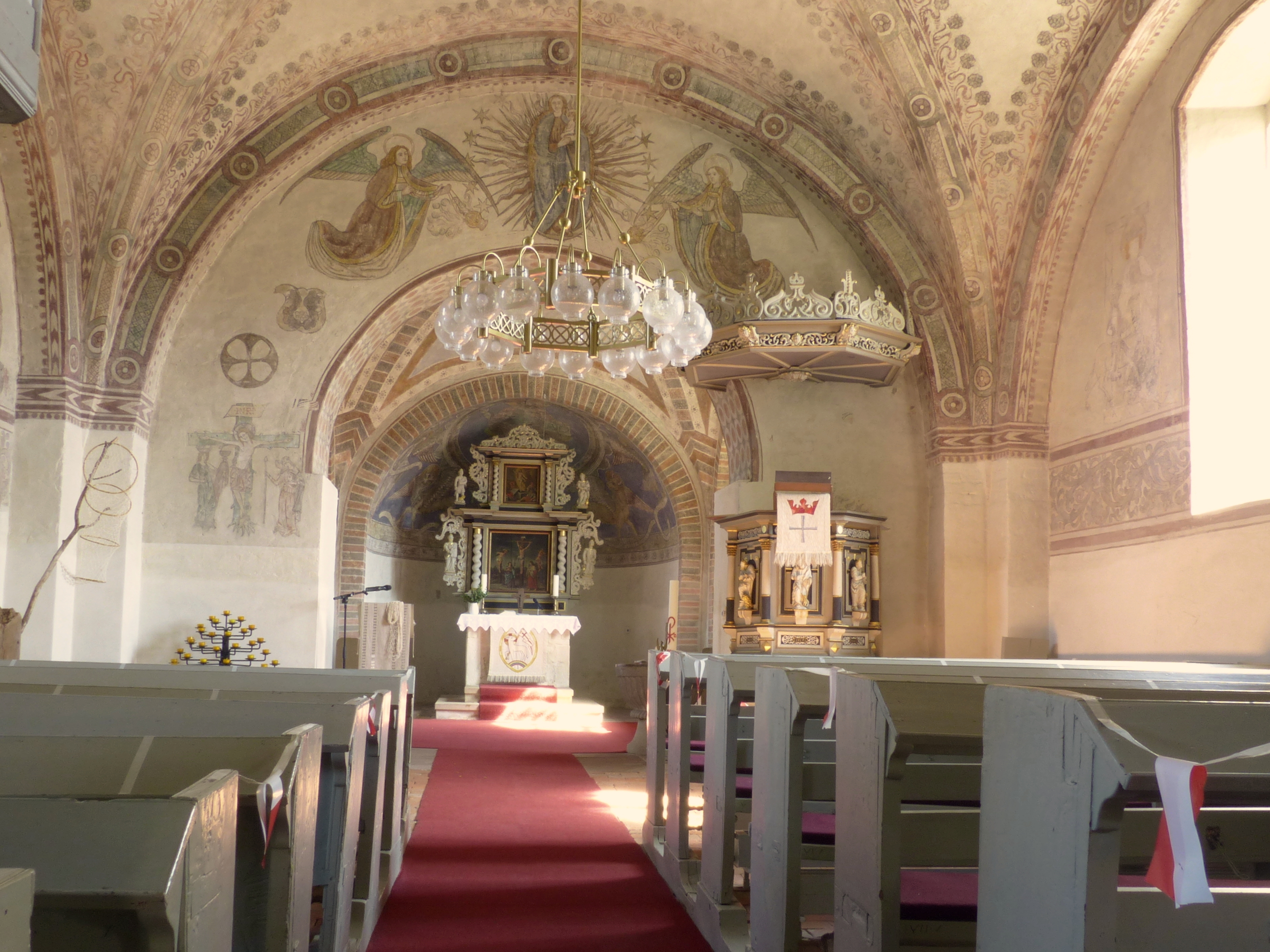
Triomfboog in deze kerk
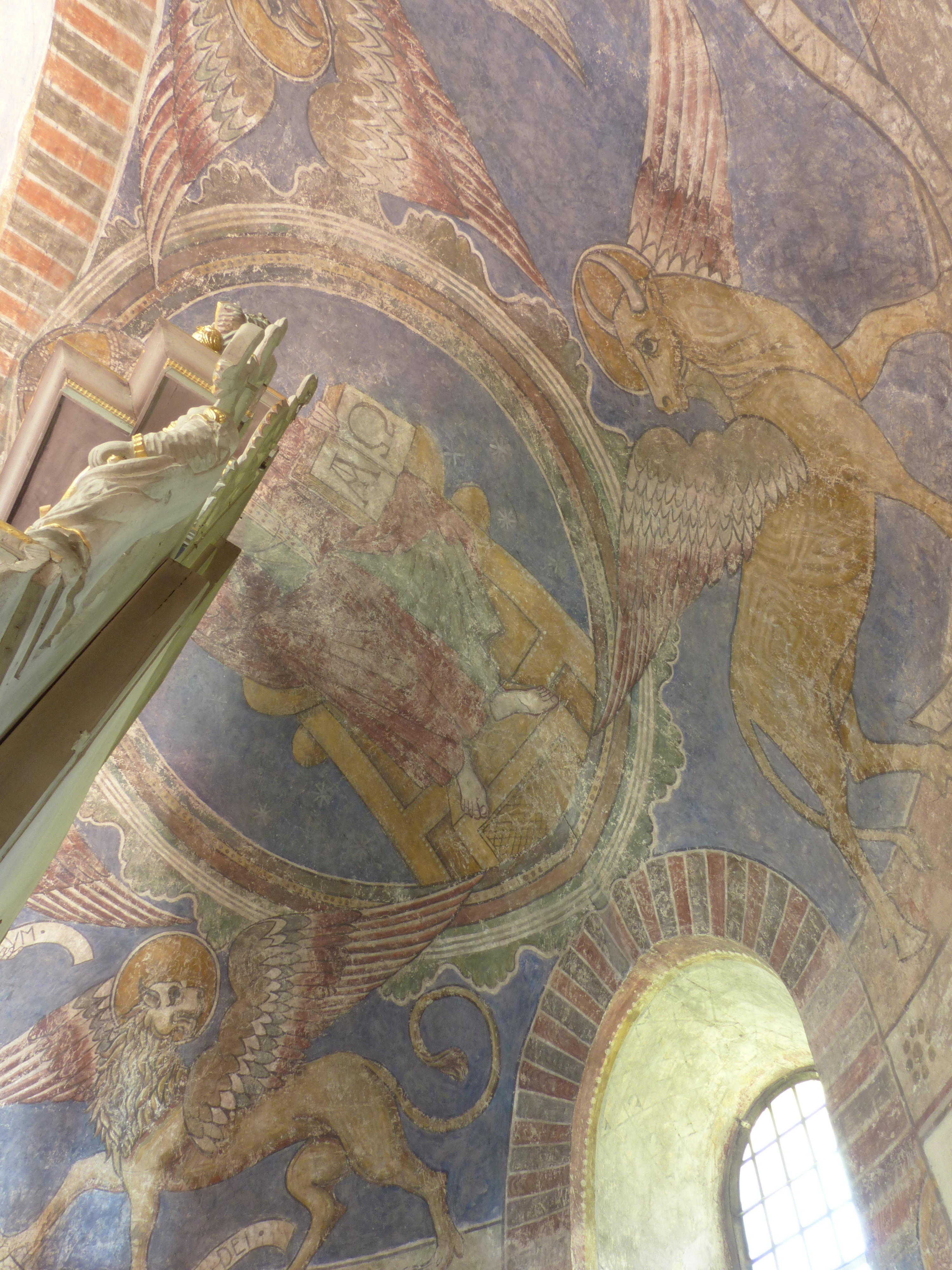
Plafondschilderingen in de apsis van deze kerk, voorstellende o.a. de triomferende Christus
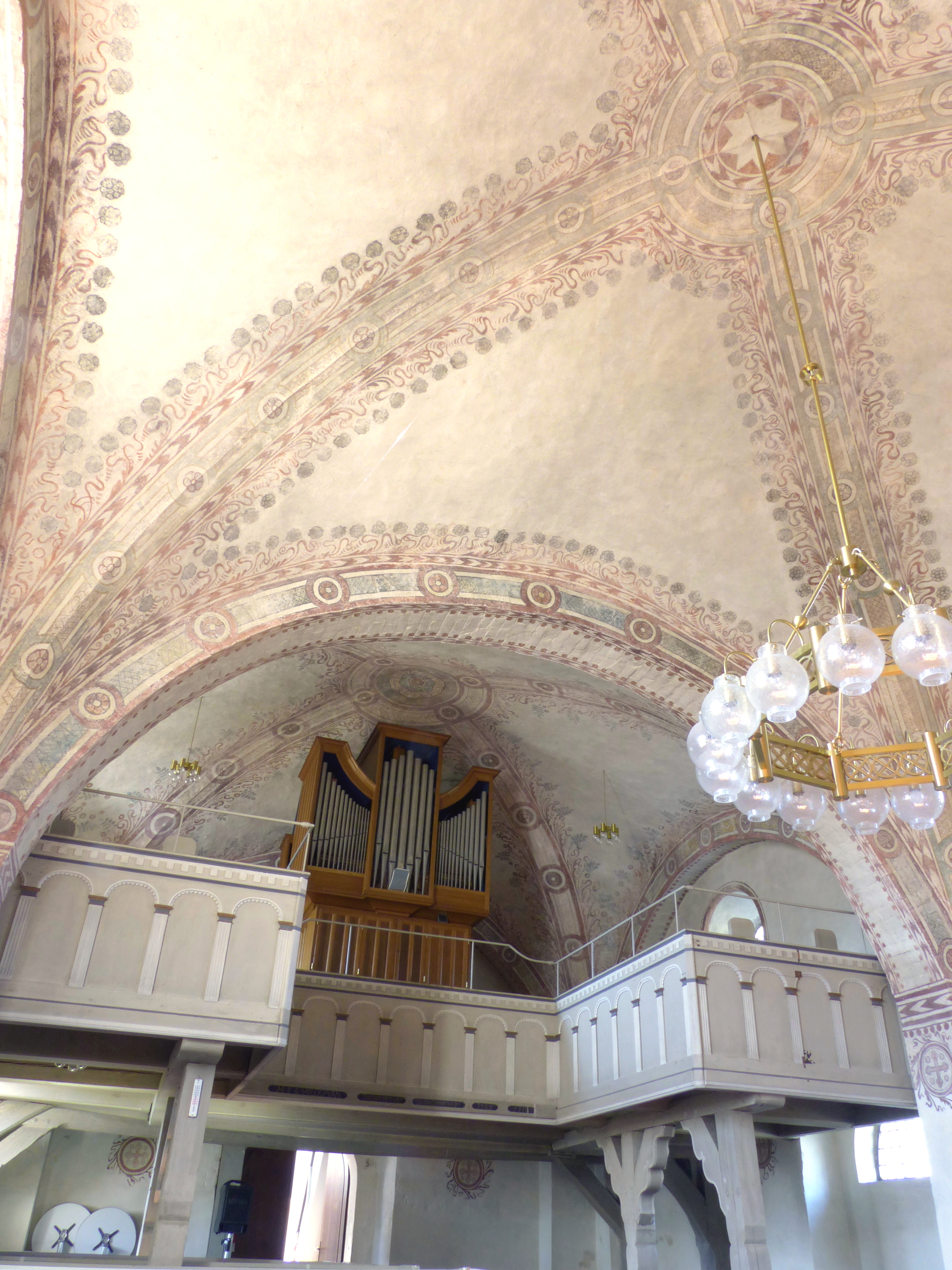
Kerkorgel in deze kerk

De zeer omstreden, in de stad Bremen werkzame, AfD-politicus  Frank Magnitz (* 29 juni 1952) is in Neuenkirchen geboren.
- Gemeinsame Normdatei: 16006578-1